# 박인숙 (성우)
박인숙 (한국 한자: 朴仁淑, 본래 1956년 2월 14일 ~ 2015년 6월 17일)은 대한민국의 성우이다. 
- 문화방송 성우극회 소속. 1976년 MBC 성우 공채 7기로 입사했다.
- 연기자 임채무가 남편이다.

## 출연작

### 방송
- 《하버드 대학의 공부벌레들》(MBC)
- 《모여라 꿈동산》(MBC)
- 《그림자》(라디오 드라마)(MBC)
- 《꽃님이네 집》(라디오 드라마)(MBC)
- 《달맞이 꽃》(라디오 드라마)(MBC)
- 《사랑의 계절》(라디오 드라마)(MBC)
- 《이웃》(라디오 드라마)(MBC)
- 《프렌지》 (MBC) - 부인 (비비안 머천트)
- 《디어 헌터》(MBC)
- 《배너의 모험》(MBC)
- 《시골소녀 폴리아나》(MBC)
- 《목장의 소녀 캐트리》(MBC)
- 《알프스의 메아리》(MBC)

### 애니메이션 영화
- 《장독대》 (MBC)

### 영화
- 《총잡이 링고》(MBC) - 하녀(다나 기아)
- 《홍콩 미스터리》(MBC)

## 같이 보기
- 문화방송 성우극회